# Le Petit Tuk
Le Petit Tuk (en danois : Lille Tuk) est un conte de Hans Christian Andersen publié pour la première fois le 6 avril 1847.

## Synopsis
Alors qu'il doit apprendre sa leçon d'histoire, le petit Tuk est appelé par sa mère pour lui rendre des services (garder sa petite sœur, aider une vieille femme dans la rue...). Quand  il a terminé, la nuit est tombée et il ne peut pas apprendre sa leçon. Alors, dans la nuit, tous les personnages de son livre lui apparaissent et lui font vivre en rêve l'histoire.
Le lendemain matin au réveil, le petit Tuk sait sa leçon.